# روزا سیرونیان
روزا (روزانا) وانیایی سیرونیان (ارمنی: Ռոզա (Ռուզաննա) Վանյայի Սիրունյան؛ زادهٔ ۸ اکتبر ۱۹۶۲) اقتصاددان اهل ارمنستان است.

## زندگی‌نامه
وی در ۸ اکتبر ۱۹۶۲ در ایروان به دنیا آمد و از دانشگاه دولتی علم اقتصاد ارمنستان فارغ‌التحصیل گشت. وی همچنین برنده جوایزی همچون مدال طلای وزارت فرهنگ جمهوری ارمنستان، چهره فرهنگی شایسته جمهوری ارمنستان و مدال گریگور نارکاتسی شد.